# Georg von Rosen
Ne doit pas être confondu avec Georg Fedorovitch von Rosen.
Le comte Johan Georg Otto von Rosen, né le 13 février 1843 à Paris et mort en 1923 à Stockholm, est un peintre suédois réputé pour ses sujets historiques et liés à la mythologie nordique.

## Biographie
Georg von Rosen naît en 1843 à Paris, où son père, le comte Adolf Eugène von Rosen (1797-1886) était consul général de Suède, puis il étudie en Suède et entre en 1855 à l'académie des beaux-arts de Stockholm, où il étudie jusqu'en 1861.
Il visite l'exposition universelle de Londres en 1862 et en retire une forte impression, notamment en remarquant les œuvres du peintre belge Hendrik Leys (1815-1869). Il se rend quelques mois plus tard à Anvers pour rencontrer personnellement le peintre et travailler avec lui. Un an plus tard, il termine son premier tableau notable L'Entrée de Sten Sture à Stockholm en 1471.
Il s'intéresse à l'histoire, à l'archéologie et l'ethnologie nordiques et se spécialise dans des compositions historiques. L'académie des beaux-arts de Stockholm lui décerne une médaille d'or pour ce tableau.
Rosen voyage en Égypte, en Syrie, en Palestine en Grèce et en Asie mineure, ainsi que dans les royaumes danubiens et en Allemagne. Il est de retour en Suède en 1865 ayant avec lui une énorme quantité d'études et d'esquisses. Il est reçu à l'académie pour son tableau Mariage à la chapelle de Smedshill en 1500 et il est pensionné par la couronne. Il voyage ensuite en Italie, rend visite à son maître Leys, et parcourt les musées de Munich.
Le peintre Édouard Manet a utilisé comme atelier pendant neuf mois de 1878 à 1879, sa véranda du 70 rue d'Amsterdam à Paris. C'est le cadre du tableau Dans la serre réalisé en 1878-1879, conservé à la Alte Nationalgalerie de Berlin.
Le comte von Rosen est nommé chambellan de la cour en 1879, directeur de l'académie des beaux-arts de Suède en 1881. Il est aussi membre de l'académie de Copenhague et de la Société belge des aquarellistes. Rosen prisait la manière des anciens maîtres de l'École flamande et de l'École germanique. On peut retenir La Folie d'Éric XIV (Musée national de Stockholm), Martin Luther à son cabinet de travail de la Wartbourg, Le Retour du fils prodigue à la maison paternelle (Musée national de Stockholm), Le Marché aux fleurs, L'Anniversaire du grand-père (aquarelle), et les portraits de Charles XV, du père de l'auteur, ou d'Adolf Erik Nordenskiöld (Musée national de Stockholm).
En 1899, il représenta le collectionneur, bibliophile et historien d'art Paul Marmottan assis dans son cabinet de travail et sa bibliothèque spécialisée dans le Premier Empire à Boulogne-Billancourt, qui porte son nom depuis 1932 (reprod. coul. dans la page qui lui est consacrée).

## Galerie

L'Entrée de Sten Sture l'Ancien à Stockholm (1864), Nationalmuseum.
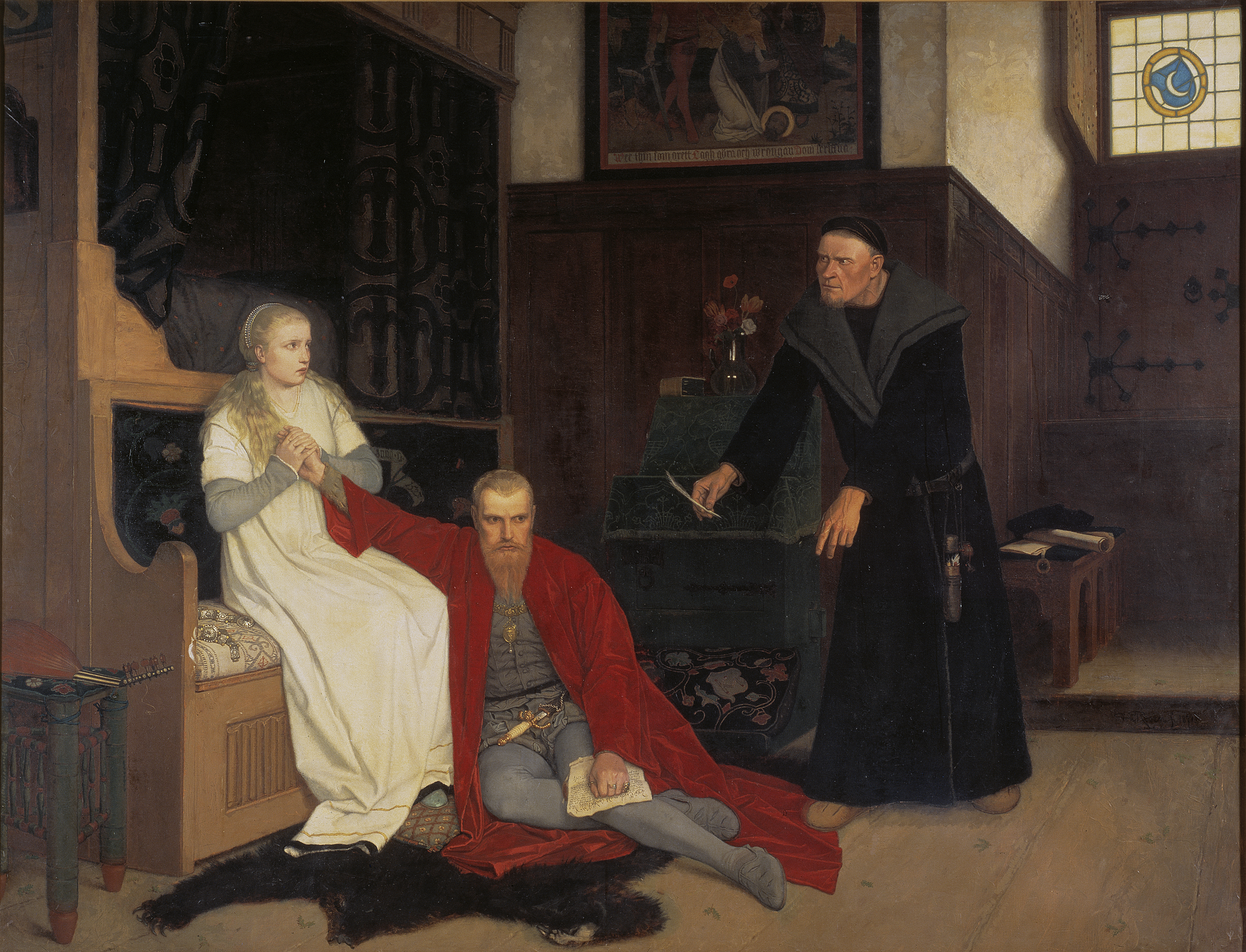
La Folie d'Éric XIV (1871), Nationalmuseum.
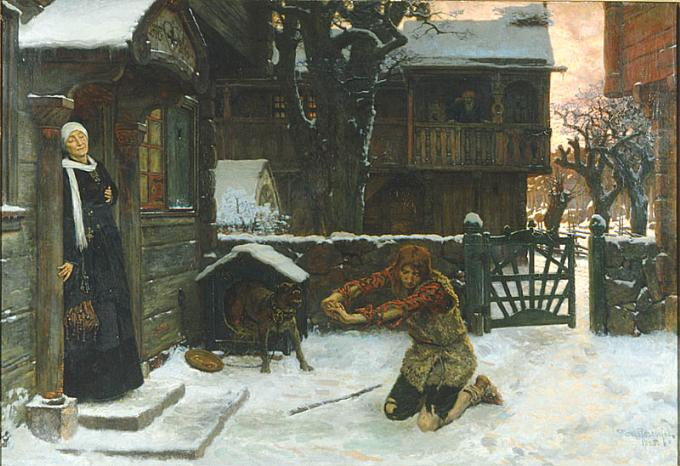
Le Retour du fils prodigue (1885), Nationalmuseum.
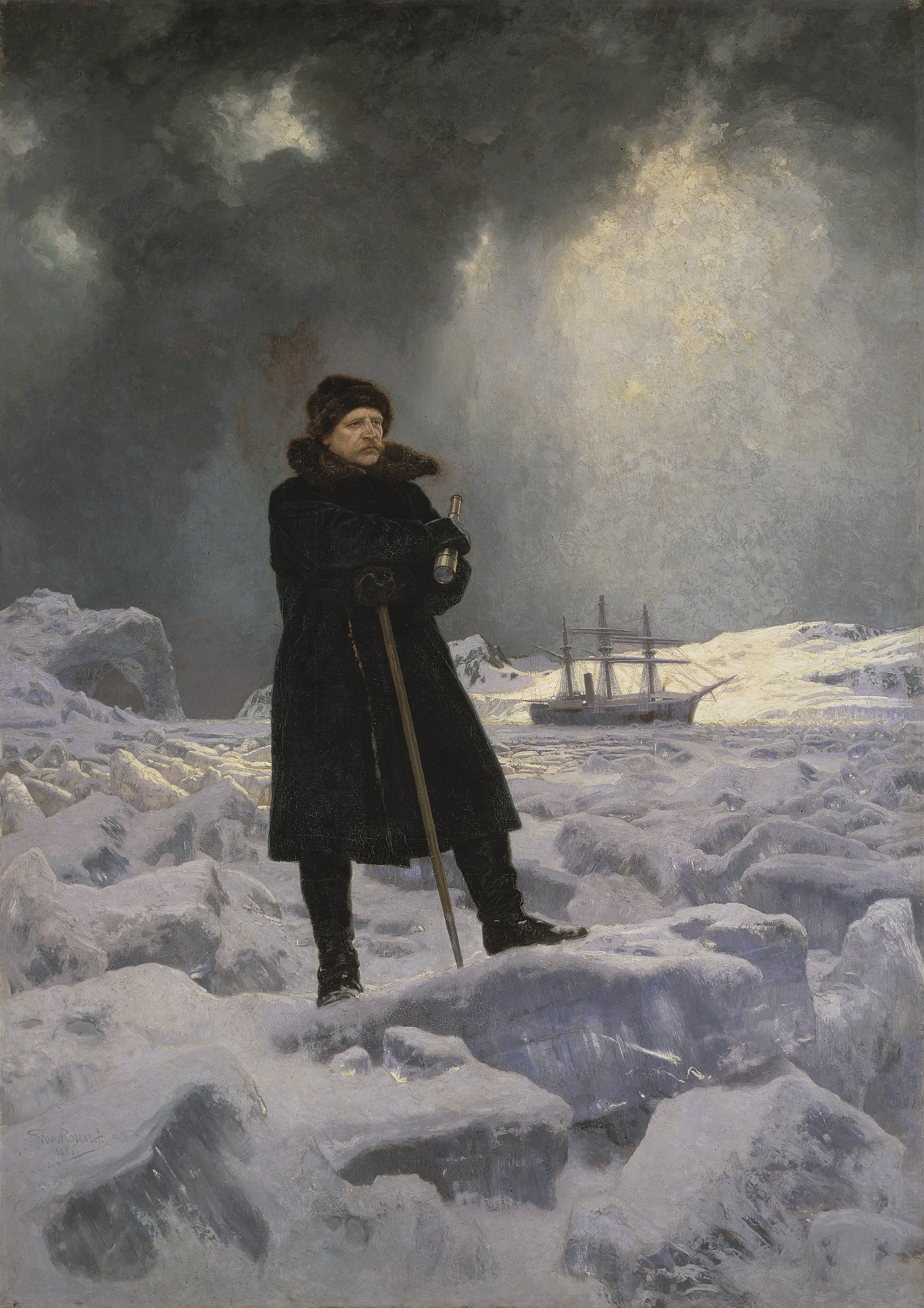
Portrait d'Adolf Erik Nordenskiöld (1886), Nationalmuseum.